# Josemi
José Miguel González Rey (Torremolinos, 15 novembre 1979) è un ex calciatore spagnolo, di ruolo difensore.

## Palmarès

### Club

#### Competizioni nazionali
- Indian Super League: 1

Atlético de Kolkata: 2014

#### Competizioni internazionali
- Coppa Intertoto UEFA: 1

Malaga: 2002
- UEFA Champions League: 1

Liverpool: 2004-2005
- Supercoppa UEFA: 1

Liverpool: 2005